# Стреня
Стрѐня (на италиански: Stregna; на словенски: Srednje, Средние) е село и община в Северна Италия, провинция Удине, автономен регион Фриули-Венеция Джулия. Разположено е на 404 m надморска височина. Населението на общината е 404 души (към 2010 г.).
В общинската територия се говори особен диалект на словенския език, който има официален статус на общинско ниво.